# Ian Roberts (rugbysta)
Ian Roberts, pseud. Chimp (ur. 31 lipca 1965 w Londynie w Anglii) – australijski były zawodnik rugby league, aktor. Znalazł się wśród dwudziestu pięciu najlepszych zawodników rugby Nowej Południowej Walii.

## Kariera sportowa
Grał na pozycjach filara oraz wspieracza młyna (tzw. druga linia młyna). Przynależał do australijskich klubów: South Sydney Rabbitohs – w latach 1986-1989, Manly-Warringah Sea Eagles – w latach 1990-1995, North Queensland Cowboys – w latach 1997-1998. W roku 1998 zakończył karierę sportowca. Dwa lata później został uhonorowany Australijskim Medalem Sportu ((ang.) Australian Sports Medal). Jako 23-latek Roberts był najlepiej opłacanym zawodnikiem rugby league na świecie, a w latach osiemdziesiątych − jednym z najlepszych rozgrywających na pozycji filara.

### Statystyki
Statystyki South Sydney Rabbitohs:
| Lata        | Gry | Próby (przyłożenia) | Gole | Drop-gole (wykopnięcia) | Punkty |
| ----------- | --- | ------------------- | ---- | ----------------------- | ------ |
| 1986 – 1989 | 65  | 5                   | 0    | 0                       | 20     |

Statystyki Manly-Warringah Sea Eagles:
| Lata        | Gry | Próby (przyłożenia) | Gole | Drop-gole (wykopnięcia) | Punkty |
| ----------- | --- | ------------------- | ---- | ----------------------- | ------ |
| 1990 – 1995 | 100 | 5                   | 0    | 0                       | 20     |

Statystyki North Queensland Cowboys:
| Lata    | Gry | Próby (przyłożenia) | Gole | Drop-gole (wykopnięcia) | Punkty |
| ------- | --- | ------------------- | ---- | ----------------------- | ------ |
| 1997    | 17  | 2                   | 0    | 0                       | 8      |
| 1998    | 12  | 1                   | 0    | 0                       | 4      |
| Łącznie | 29  | 3                   | 0    | 0                       | 12     |

## Życie pozasportowe
Roberts, dobrze znany w kręgach gejowskich w Sydney, jako homoseksualista zdeklarował się w roku 1995. W ciągu tego roku dyskutował na temat swojej seksualności w telewizji i w licznych magazynach. Rugby league, do której przynależał Ian, okazała się bardzo tolerancyjna – zawodnicy pochwalali coming out żyjącego w zgodzie ze swoją naturą współgracza, a dyrektorzy sportowego programu telewizyjnego The NRL Footy Show, Paul Vautin, Peter Sterling i Steve Roach, pojawili się na posterze kampanii przeciw homofobii prowadzonej przez Lesbijsko-Gejowski Projekt Przeciw Przemocy. Autor Paul Freeman wydał w 1997 roku książkę Ian Roberts – Finding Out (ISBN 0-09-183336-1).
W 1998 roku zaczął studiować w National Institute of Dramatic Art w Sydney.
W 2005 roku wziął udział w australijskiej edycji Tańca z gwiazdami, tańcząc z Natalie Lowe. W telewizji występował także w charakterze aktora. Wystąpił również w kilku filmach kinowych, między innymi w filmie science-fiction Superman: Powrót (Superman: Returns, 2006) w reżyserii Bryana Singera, w dramacie o tematyce LGBT Słona woda (2012) oraz w horrorze The Houses October Built (2014).
1 lipca 2006 roku Roberts został oskarżony o stosowanie przemocy wobec swojego byłego partnera, Bena Prideauksa. Trzydziestoletni mężczyzna, domniemanie, posiadał rany i obtłuczenia na przedramionach. 25 maja następnego roku Roberts został oczyszczony z zarzutów przez sąd w Sydney.
Pojawił się na okładce jednego z numerów gejowskiego magazynu The Advocate, wydanego 17 kwietnia 2007 roku.